# Eryuan

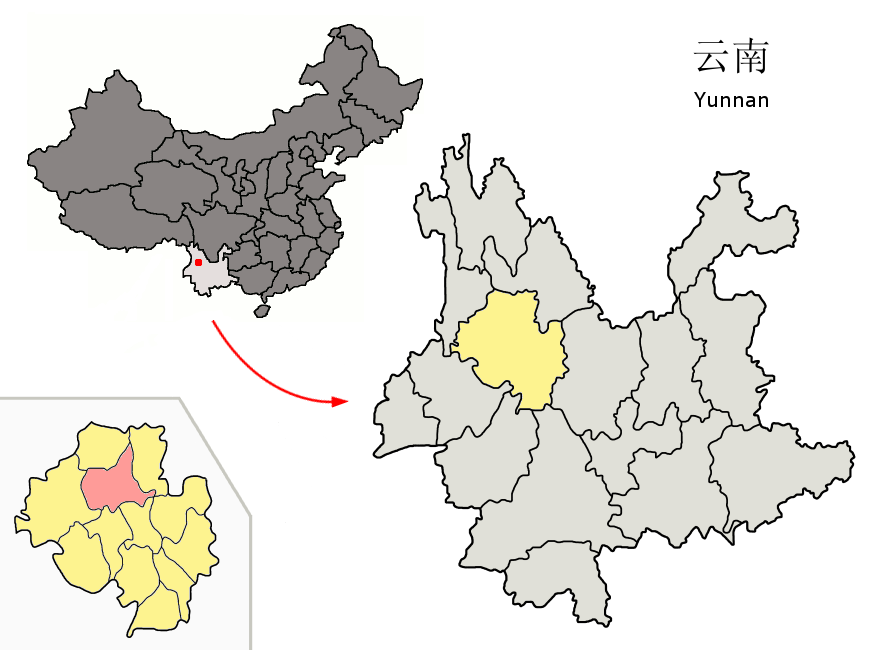
Lage des Kreises Eryuan (rosa) im autonomen Bezirk Dali der Bai (gelb)

Der Kreis Eryuan (洱源县,  Ěryuán Xiàn) ist ein Kreis des autonomen Bezirks Dali der Bai in der chinesischen Provinz Yunnan. Er hat eine Fläche von 2.530 km² und 248.147 Einwohner (Stand: Zensus 2020). Sein Hauptort ist die  Großgemeinde Cibihu (茈碧湖镇). 

## Administrative Gliederung
Auf Gemeindeebene setzt sich der Kreis aus sechs Großgemeinden und drei Gemeinden zusammen. Diese sind:
- Großgemeinde Cibihu 茈碧湖镇
- Großgemeinde Dengchuan 邓川镇
- Großgemeinde Yousuo 右所镇
- Großgemeinde Sanying 三营镇
- Großgemeinde Fengyu 凤羽镇
- Großgemeinde Qiaohou 乔后镇

- Gemeinde Niujie 牛街乡
- Gemeinde Liantie 炼铁乡
- Gemeinde Xishan 西山乡